# مارك أوسبورن (مخرج)
مارك أوسبورن (بالإنجليزية: Mark Osborne)‏ هو مخرج منفذ ومنتج أفلام ورسام رسوم متحركة وكاتب سيناريو ومخرج أمريكي، ولد في 17 سبتمبر 1970 في ترنتون في الولايات المتحدة.

## وصلات خارجية
- مارك أوسبورن على موقع IMDb (الإنجليزية)
- مارك أوسبورن على موقع ألو سيني (الفرنسية)
- مارك أوسبورن على موقع أول موفي (الإنجليزية)
- مارك أوسبورن على موقع قاعدة بيانات الأفلام السويدية (السويدية)
- مارك أوسبورن على موقع قاعدة بيانات الفيلم (الإنجليزية)
- مارك أوسبورن على موقع كينوبويسك (الروسية)